# Synaldis bicolorator
Synaldis bicolorator är en stekelart som beskrevs av Sergey A. Belokobylskij 2002. Synaldis bicolorator ingår i släktet Synaldis och familjen bracksteklar. Inga underarter finns listade i Catalogue of Life.